# Pavel Beltiukov
Pavel Beltiukov（俄語：Павел Бельтюков，1998/1999年—），也被稱為Pavel Beltukov，簡稱Pavel，是一位專業的電子競技選手，截至2018年5月，他在炉石传说比賽中的排名為第二名。
Beltiukov於2015年開始了他的Hearthstone職業生涯。2016年，Beltiukov贏得了BlizzCon的Hearthstone錦標賽，獲得了25萬美元的獎金，並且被冠以Hearthstone世界冠軍的頭銜。Beltiukov在2017年Hearthstone錦標賽巡回賽的首場比賽中擊敗James "Greensheep" Luo，獲得了冠軍。
截至2017年，Beltiukov已成為Hearthstone比賽中收入最高的選手，總獎金超過27萬5千美元。

## 外部連結
- Pavel Beltiukov的Twitch频道
- Pavel Beltiukov的X（前Twitter）